# Pegomya amorgosana
Pegomya amorgosana är en tvåvingeart som beskrevs av Griffiths 1982. Pegomya amorgosana ingår i släktet Pegomya och familjen blomsterflugor.
Artens utbredningsområde är Kalifornien. Inga underarter finns listade i Catalogue of Life.